# SS Montanan
Pour les autres navires du même nom, voir USS Montana.
Vous lisez un « bon article » labellisé en 2016.
Le SS Montanan est un cargo construit en 1912 pour l'American-Hawaiian Steamship Company. Pendant la Première Guerre mondiale, il sert comme navire de transport de l'armée des États-Unis dans l'Army Transport Service, sous l’appellation USAT Montanan. Le Montanan est construit par la Maryland Steel Company pour l'American-Hawaiian Steamship Company, tout comme huit sisterships. Après sa mise en service, il est employé dans le service inter-côtier via l'isthme de Tehuantepec et le canal de Panama après son ouverture.
Pendant la Première Guerre mondiale, l'USAT Montanan transporte des fournitures et des animaux vers la France. Il participe au premier convoi américain à naviguer vers la France après l’entrée en guerre des États-Unis en avril 1917. Alors qu’il fait route vers la France en août 1918, l’USAT Montanan est torpillé et coulé par le SM U-90 à quelque 500 milles nautiques (900 km) au large des côtes françaises. Sur les 86 hommes à bord du navire, 81 sont sauvés par des navires de l'escorte mais les cinq autres meurent dans l’attaque.

## Conception et construction

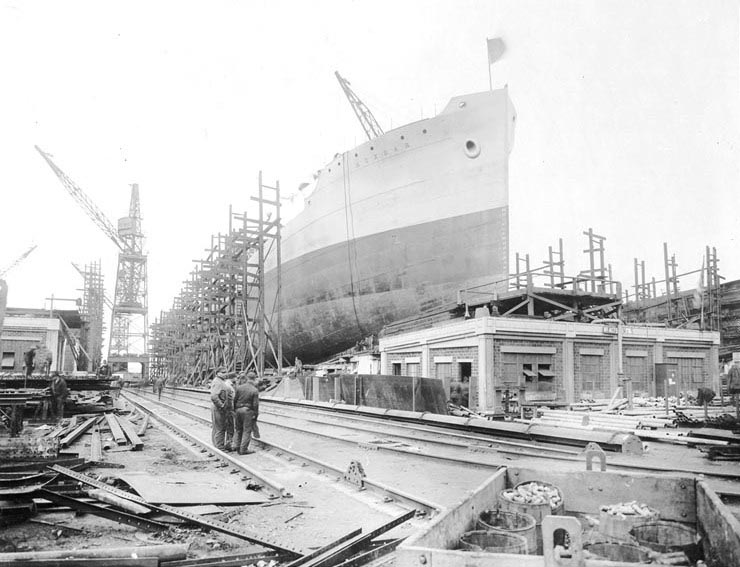
Le chantier naval de Maryland Steel, devenu Bethlehem Sparrows Point Shipyard en 1916.

En septembre 1911, l'American-Hawaiian Steamship Company commande à la Maryland Steel Company de Sparrows Point, quatre nouveaux navires de charge, le SS Minnesotan, le SS Dakotan, le SS Montanan, et le SS Pennsylvanian. Le contrat de construction des navires prévoit un coût au prix de revient de la construction, plus un bénéfice de 8 % pour la Maryland Steel Company, mais avec un coût maximum de 640 000 dollars américains ($) par navire. La construction est financée par la Maryland Steel Company avec un plan de crédit qui appelle à un acompte de 5 % en numéraire, et neuf versements mensuels pour le solde. L'accord prévoit des dispositions afin de permettre à certains des versements d’être convertis en billets à long terme ou en hypothèques. Le coût final du Montanan, y compris les coûts de financement sont de 73,62 $ par tonne de port en lourd (tpl), soit un peu plus de 692 000 $ (17 786 871 dollars de 2016).
Le Montanan (Maryland Steel yard no. 126) est le deuxième navire construit du contrat initial. Il est lancé le 25 janvier 1913, et livré à l’American-Hawaiian en avril. La jauge du Montanan est de 6 649 tonneaux. Il mesure 130,68 m de long et le maître-bau est de 16,33 m. Son port en lourd est de 9 557 t. Ses cales disposent d'une capacité de stockage de 12 407 m3 et sont équipées d'une installation de réfrigération complète afin que le Montanan puisse transporter des produits périssables depuis la côte Ouest des États-Unis, comme les produits frais des fermes de Californie du Sud, vers la côte Est. Le Montanan a un moteur à vapeur unique alimenté par des chaudières à mazout qui entraine une seule hélice à la vitesse de 15 nœuds (28 km/h),.

## Carrière commerciale
Lorsque le Montanan commence à naviguer pour l’American-Hawaiian, la compagnie transporte des marchandises à partir des ports de la côte Est, via l'isthme de Tehuantepec, vers les ports de la côte Ouest et Hawaï, et vice versa. Les marchandises transportées depuis la côte Ouest des États-Unis arrivent dans le port mexicain de Salina Cruz, puis sont convoyées par train via la Tehuantepec National Railway pour traverser l'isthme et être chargées dans le port de Coatzacoalcos en direction de la côte Est des États-Unis. Les marchandises acheminées depuis la côte Est prennent la route inverse. Les marchandises transportées vers l'est sont principalement du sucre et des ananas de Hawaï, alors que les cargaisons qui sont expédiées vers l'ouest sont de nature plus générale. Sur cette liaison commerciale, le Montanan navigue sur la côte Est de l'Amérique du Nord,.
Alors qu’il navigue de New York à Coatzacoalcos en octobre 1913, le Montanan s’échoue sur le récif Mantanilla, au nord des Bahamas. Le pétrolier Rayo de la Standard Oil répond à son appel de détresse et aide ce dernier à se libérer du récif. En dépit d'une légère voie d'eau, le Montanan continue vers sa destination, et il n'entame des réparations qu'après son voyage de retour à New York.
Après l'occupation de Veracruz par les États-Unis en avril 1914 (qui a eu lieu alors que six navires de l’American-Hawaiian sont détenus dans différents ports mexicains), le gouvernement mexicain de Victoriano Huerta ferme le chemin de fer national Tehuantepec aux navires américains. Cette fermeture, couplée avec le fait que le canal de Panama n’était pas encore ouvert, contraint l’American-Hawaiian à faire emprunter à ces navires la voie qui contourne l'Amérique du Sud via le détroit de Magellan à la fin avril. Avec l'ouverture du canal de Panama le 15 août, les navires de l’American-Hawaiian empruntent le tracé du nouveau canal.
Le 2 décembre, le Washington Post rapporte un incident impliquant le Montanan. Alors qu’il navigue près de la côte Pacifique du Mexique avec une cargaison de fruits secs et des produits en conserve, le Montanan est approché par un navire de guerre japonais, qui tire un coup de semonce afin de l’arrêter. Le navire immobilisé, des officiers japonais montent à bord arraisonner le navire américain. Lorsque l'identité américaine du navire est établie à la satisfaction des Japonais, ces derniers retournent sur leur navire en libérant le Montanan. Le bulletin d'informations n'identifie pas la classe ou le nom du navire de guerre japonais, mais ce dernier était à la recherche d’un navire allemand qu’il pensait opérant dans la zone,.
Lors du voyage suivant, le Montanan connait un nouvel incident dans le port de Los Angeles. Le navire arrive alors à Los Angeles depuis le Puget Sound, le 22 janvier 1915 afin de compléter son chargement avant de repartir pour New York et Boston. Mais lourdement chargé, le cargo est lent à répondre à la barre. Il percute le quai et endommage sur près de 15 m la jetée A sur le canal de Mormon Island, avant d'être arrêté par une levée en pierre. En dehors d’une plaque de coque bosselée, le navire demeure en bon état. Le capitaine du Montanan, qui dispose d’une licence locale, n'a pas voulu faire appel au pilote du port et l’American-Hawaiian est déclarée responsable des dommages, estimés à 2 500 $ par l'ingénieur du port.
Les journaux de l’époque font état des cargaisons transportées par le Montanan durant cette période. En avril 1915, le Los Angeles Times rapporte que le navire transporte une pleine cargaison de riz en provenance du Japon, de Chine et de Californie, à destination du Royaume-Uni afin de nourrir les troupes indiennes dans l’Europe en guerre. En juin, le Wall Street Journal rapporte que le Montanan et l'USS Santa Clara (de la W. R. Grace and Company) ont navigué depuis Tacoma, avec cargaison commune de 2 500 tonnes de cuivre.
En octobre 1915, des glissements de terrain obligent à fermer le canal de Panama et tous les navires de l'American-Hawaiian, y compris le Montanan, empruntent à nouveau l'itinéraire par le détroit de Magellan. Les mouvements exacts du Montanan de cette époque jusqu'au début de 1917 ne sont pas clairement connus. Le navire peut avoir été affrété pour le service transatlantique avec la moitié de la flotte de l'American-Hawaiian. Il se peut aussi qu’il ait effectué des rotations vers Amérique du Sud afin de livrer du charbon, de l'essence et de l'acier en échange de café, nitrates, de cacao, de caoutchouc et du minerai de manganèse comme l’autre moitié de la flotte de la compagnie.

## Service dans l'US Army

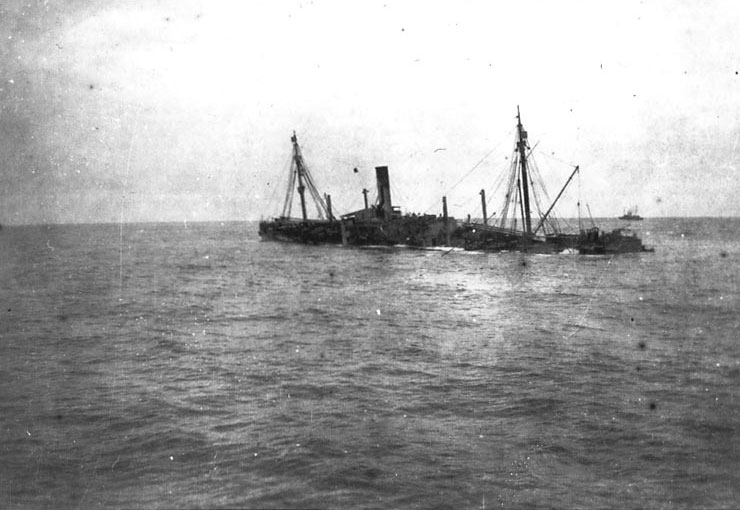
Le SS Montanan après son torpillage le 15 août 1918.

Après la déclaration de guerre des États-Unis à l'Allemagne en avril 1917, l'United States Army qui a besoin de navires afin de transporter ses hommes et du matériel en France, organise un comité restreint avec les dirigeants des compagnies maritimes afin de se pencher sur la question. Le comité sélectionne le Montanan, son sistership le SS Dakotan, et douze autres navires battant pavillon américain suffisamment rapides et pouvant transporter suffisamment de combustible pour effectuer des traversées transatlantiques, et, surtout, présent à ce moment-là dans un port américain ou relativement proche en mer,. Après le déchargement de sa dernière cargaison, le Montanan est officiellement remis à l'armée le 29 mai.
Avant de commencer le transport des troupes, tous les navires sont remis en état à la hâte. Sur les quatorze navires, quatre bâtiments, dont le Montanan et le Dakotan, sont équipés de rampes et de boxes pour transporter des animaux et des marchandises ; les dix autres sont aménagés pour transporter des passagers. Des plates-formes à canons sont également installées sur chaque navire, avant leur accostage au Brooklyn Navy Yard pour l'installation des canons,. Si chaque navire est commandé et manœuvré par des officiers et des hommes de la marine marchande, deux officiers de l'United States Navy, les opérateurs canons, des quartiers-maitres, des opérateurs signaleurs et radio sont également présents. Le principal officier de marine à bord est chargé de prendre le contrôle du navire si ce dernier est attaqué.
Le convoi américain transportant les premières unités de la force expéditionnaire américaine est séparé en quatre groupes ; l'USAT Montanan est dans le quatrième groupe avec son sistership le Dakotan, l'USAT El Occidente et l'USAT Edward Luckenbach. Ces derniers sont escortés par le croiseur USS St. Louis, les destroyers USS Shaw, USS Ammen, USS Flusser et le transporteur USS Hancock. Le Montanan quitte les États-Unis avec son groupe dans la matinée du 17 juin afin de rejoindre Brest, à une vitesse moyenne de 11 nœuds (20 km/h). Une attaque sous-marine contrecarrée par le premier groupe du convoi, ainsi que les rapports d’activité sous-marine au large de Brest, poussent le convoi à changer de destination pour Saint-Nazaire où il arrive le 2 juillet.
Le Montanan quitte Saint-Nazaire le 14 juillet en compagnie de ses camarades de convoi El Occidente, Dakotan, et Edward Luckenbach. Ils sont rejoints pour ce voyage de retour par le transporteur USAT Momus, le charbonnier armé USS Cyclops, le pétrolier ravitailleur USS Kanawha, le croiseur USS Seattle, navire amiral du contre-amiral Albert Gleaves, commandant de la Cruiser and Transport Force.
Les sources ne révèlent pas les mouvements du Montanan au cours des mois suivants, mais le 1er août 1918, le navire navigue avec le convoi HB-8 composé des cargos USS West Alsek et USS West Bridge, et de 13 autres cargos à destination de la France,. Ces derniers sont escortés par le yacht armé USS Noma, les destroyers USS Burrows et USS Smith, et le croiseur français Marseillaise,. Le convoi est à 500 milles nautiques (900 km) à l'ouest de sa destination Le Verdon-sur-Mer à la fin de la journée le 15 août,. Au coucher du soleil, peu avant 18 h 0, le sous-marin allemand SM U-90 lance trois torpilles en direction du Montanan,,. Les deux premières, repérées par les vigies du Montanan, ratent leur cible, mais la troisième frappe le navire en son milieu à bâbord, créant une grande brèche dans la coque. Le navire est rapidement abandonné. Deux des militaires du Montanan se noient lorsque leur embarcation chavire dans une mer forte ; trois membres de l'équipage civil meurent également dans l'attaque. Les 81 survivants sont secourus par le Noma,.

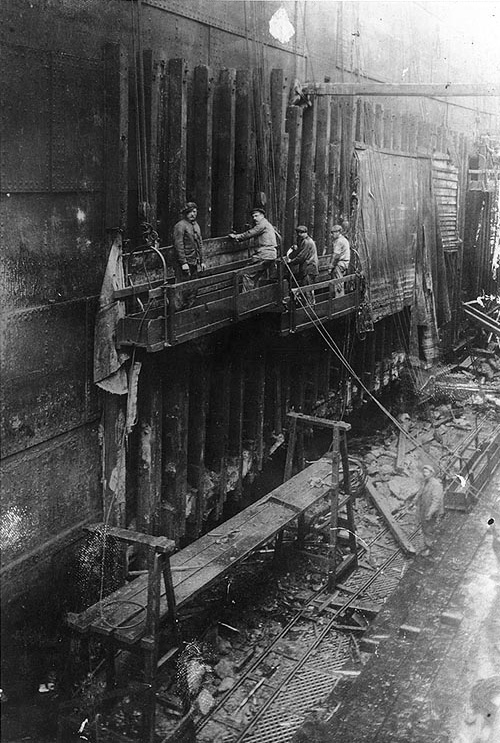
L'USS West Bridge en réparation à Brest après le torpillage.

Peu de temps après l’attaque contre le Montanan, le West Bridge tombe en panne et se retrouve à la dérive en arrière du convoi. Il est alors torpillé par le SM U-107 et abandonné. Au matin du 16 août, le Montanan et le West Bridge, malgré des ponts inondés, sont encore à flot à environ quatre milles nautiques (7,4 km) l'un de l'autre. Les Américains décident de tenter de sauver les deux navires. Le capitaine du Montanan et plusieurs officiers regagnent le bateau afin de tenter une opération de sauvetage et de remorquage du navire, mais en dépit de leurs efforts, il coule plus tard dans la matinée, contrairement au West Bridge qui peut regagner la France quelques jours plus tard,,.